# Kala-Siguida
Kala-Siguida è un comune rurale del Mali facente parte del circondario di Niono, nella regione di Ségou.